# Erzgebirgisch-Vogtländischer Schachbund
Der Erzgebirgisch-Vogtländische Schachbund wurde am 31. Oktober 1885 in Limbach gegründet. Am in diesem Rahmen stattfindenden Schachturnier nahmen 47 Spieler aus Aue, Auerbach, Chemnitz, Furth, Glauchau, Greiz, Hartmannsdorf, Lauter, Limbach, Leipzig, Loschwitz und Oberlungwitz teil. Als Schiedsrichter fungierte der Generalsekretär des Deutschen Schachbundes Hermann Zwanzig.
Auf den 27 Kongressen des Schachbundes wurden Haupt-, Neben-, Preisträger-, freie und Tombolaturniere veranstaltet, aber keine Meisterschaften ausgespielt. An den Preisträgerturnieren nahmen auch Vertreter des Thüringischen Schachbundes teil, mit dem Kartellverbindung bestand. Am stärksten besetzten Turnier 1897 in Annaberg nahmen auch drei Spieler der Leipziger Augustea teil, die nicht dem Schachbund angehörte.
Präsidenten des Erzgebirgisch-Vogtländischen Schachbundes waren von 1885 bis 1899 Otto Theuerkorn (Chemnitz) und von 1899 bis 1908 Hugo von Einsiedel (Glauchau).
Der Schachbund ging in dem am 30. Oktober 1908 in Freiberg gegründeten Sächsischen Schachbund auf. 